# Подлипецкий сельсовет
Подлипецкий сельсовет — упразднённая административно-территориальная единица, существовавшая на территории Московской губернии и Московской области до 1932 года. Центр — село Подлипичье.
Подлипецкий сельсовет был образован в первые годы советской власти. По данным 1918 года он входил в состав Дмитровской волости Дмитровского уезда Московской губернии.
По данным 1926 года в состав сельсовета входили деревни Иванцево, Одинцово и Шпилево, две будки 64 километра железной дороги, а также лесничество Шпилево.
В 1929 году Подлипецкий с/с был отнесён к Дмитровскому району Московского округа Московской области.
10 апреля 1932 года Подлипецкий с/с был упразднён. При этом его территория (селения Подлипичье, Подлипецкая слобода и Шпилево) были включены в черту города Дмитрова.